# The Witch King
The Witch King (en español: El Rey Brujo) es una novela de fantasía estadounidense del autor H.E. Edgmon. Es la primera obra de la duología The Witch King, que concluye con el segundo libro, The Fae Keeper.

## Sinopsis
Wyatt Croft, un brujo trans que huyó tras perder el control de su magia, es obligado a regresar a Asalin cuando su antiguo prometido, el príncipe fae Emyr North, lo encuentra. Para no perder el trono, deben casarse, pero Wyatt planea escapar. Sin embargo, reencontrarse con Emyr y ver el sufrimiento de su gente lo obliga a decidir: ¿elegirá su libertad o luchará por su pueblo?

## Contexto
Edgmon se inspiró para escribir The Witch King en la comunidad de los fan fiction, después de haber crecido una buena parte de su vida en esos espacios, tras no haber encontrado ningún tipo de representación de las identidades minoritarias que le interseccionaban, mientras que en los denominados «fanfics» todos los personajes podían ser aquello que él quisiera.
Tras intentar escribir historias que pudieran encajar en la literatura convencional, incluyendo únicamente personajes cis, decidió finalmente escribir historias que le interesaran y reflejaran a personas como él y las de su entorno, dando lugar a The Witch King.

## Recepción
Escribiendo para NerdDaily, Mimi Koehler alabó con creces la caracterización del personaje principal, Wyatt, destacando la complejidad del personaje y como el rechazo que este había sufrido a raíz de la reacción social y de sus padres tras su salida del armario como hombre trans le había convertido en un hombre lleno de ira, que se odiaba y amaba a si mismo y sólo quería vivir su vida. Así mismo destacó también la construcción del resto personajes de la trama y el sistema de magia implementado en la historia.
Por su parte Alexx, escribiendo para Enthralled Bookworm, apreció el estilo de escritura, permitiendo a la historia tener momentos oscuros y dramáticos pero también otros divertidos, y se alegró de ver a Wyatt retratado como un personaje trans que se permite ser problemático, alejándose de la idealización de los personajes trans perfectos que no pueden cometer errores.

## Reconocimientos
En 2021 Alyssa Shotwell, escribiendo para The Mary Sue, incluyó el título en su lista de mejores obras de fantasía y ciencia ficción trans con las que obsesionarse, junto a títulos como The Trans Space Octopus Congregation de Bogi Takács.